# ロスキレ大聖堂
座標: 北緯55度38分33.7秒 東経12度4分47.55秒 / 北緯55.642694度 東経12.0798750度
ロスキレ大聖堂（ロスキレだいせいどう、デンマーク語: Roskilde Domkirke）は、デンマークのシェラン島、コペンハーゲン近郊ロスキレ市の中央にあるゴシック様式のルーテル派デンマーク国教会の大聖堂である。北ヨーロッパの「煉瓦ゴシック様式」の典型である。
ロスキレ大聖堂は12世紀から13世紀の建築でロマネスク様式とゴシック様式の折衷で、シェラン島に現存する唯一の大聖堂である。
この大聖堂は15世紀からデンマークの代々の君主が葬られてきたことで有名である。1536年の宗教改革後は「シェラン島司教座」となっている。 
1995年にユネスコの世界遺産に登録された。

## 登録基準
この世界遺産は世界遺産登録基準のうち、以下の条件を満たし、登録された（以下の基準は世界遺産センター公表の登録基準からの翻訳、引用である）。
- (2) ある期間を通じてまたはある文化圏において、建築、技術、記念碑的芸術、都市計画、景観デザインの発展に関し、人類の価値の重要な交流を示すもの。
- (4) 人類の歴史上重要な時代を例証する建築様式、建築物群、技術の集積または景観の優れた例。

## ギャラリー

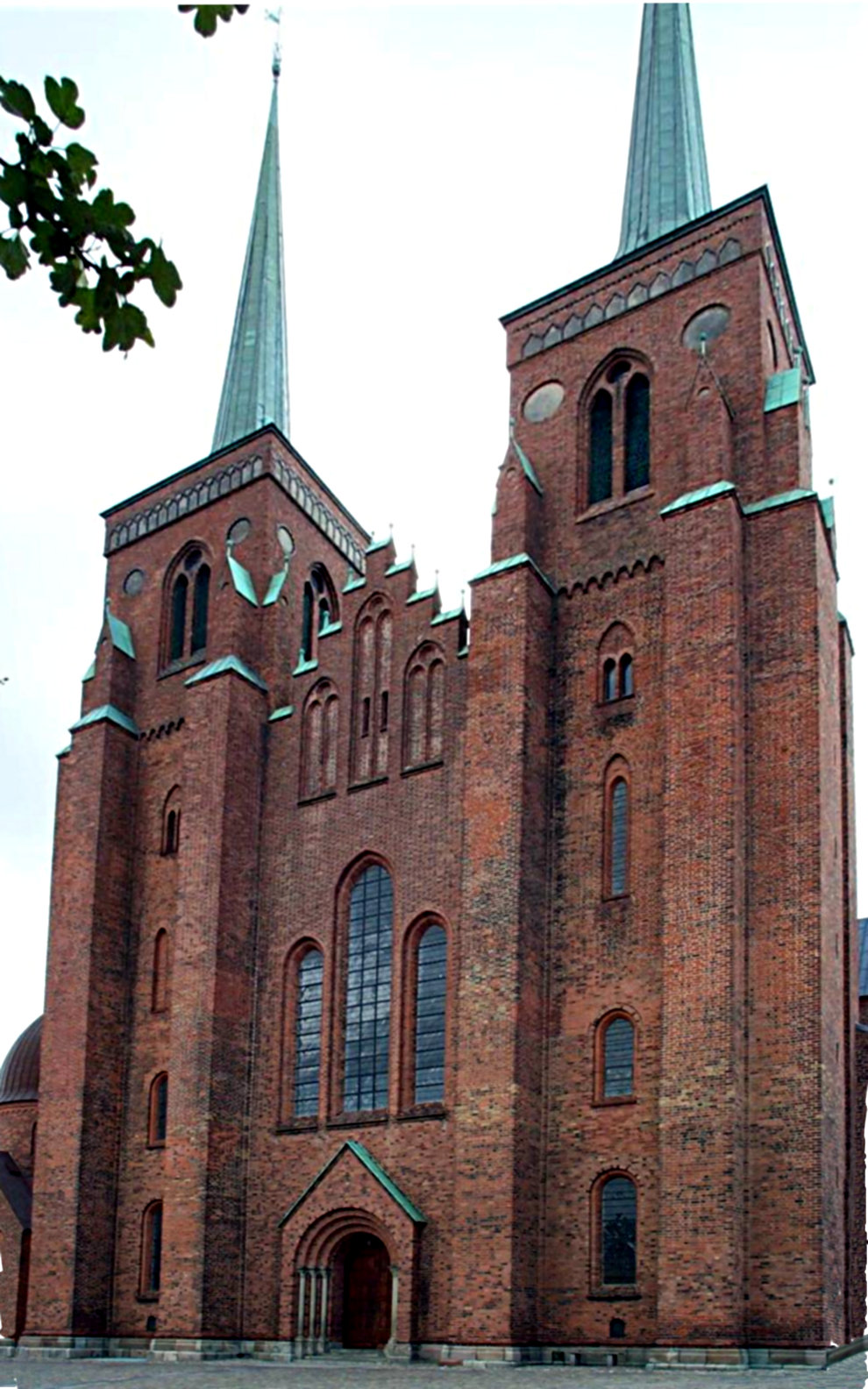
ファサード
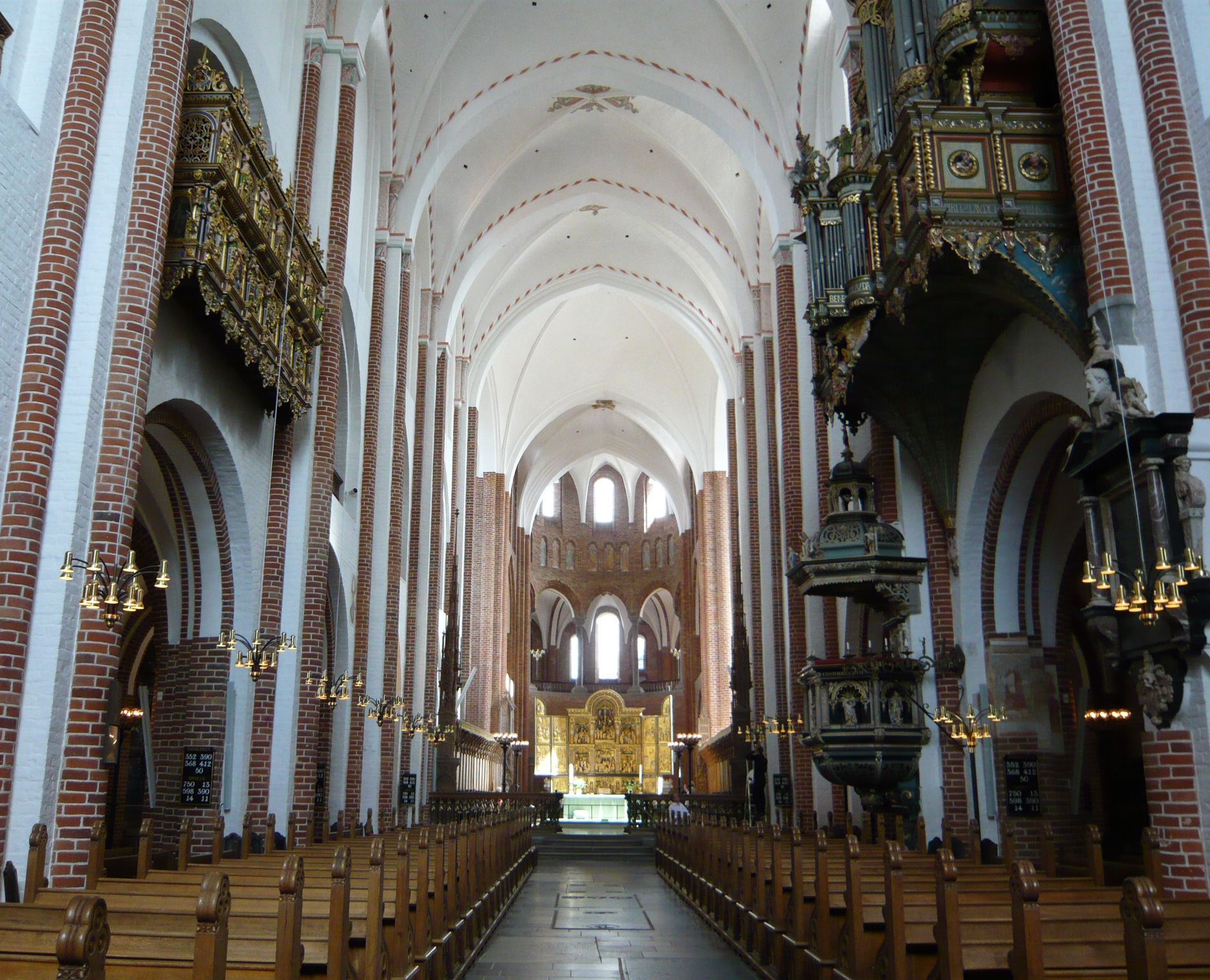
聖堂内部
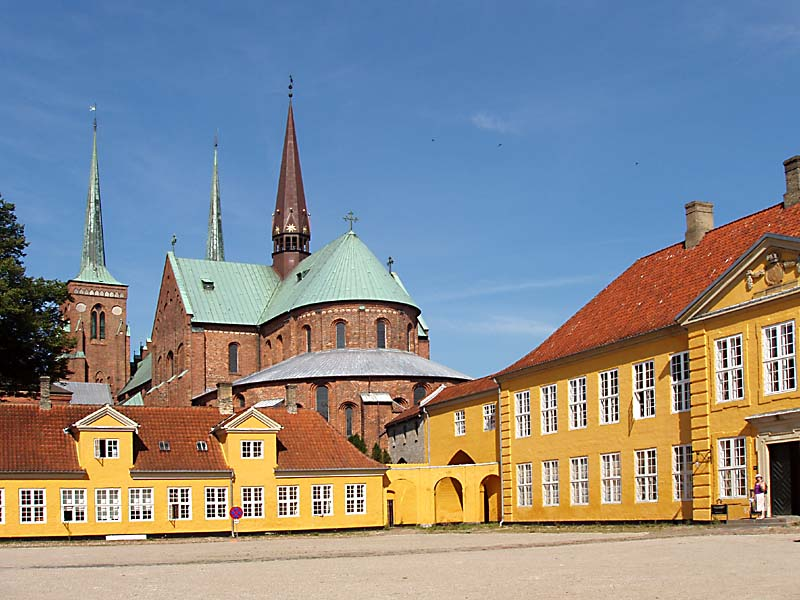
司教の邸宅から望む大聖堂